# Шундыш
Шундыш, Шунда — река в России, протекает в Яранском районе Кировской области. Устье реки находится в 17 км по правому берегу реки Уртма. Длина реки составляет 10 км.
Исток реки на Вятском Увале в лесах в 10 км к юго-западу от села Кугалки, центра Кугальского сельского поселения и в 20 км к юго-западу от Яранска. Исток находится неподалёку от истока Люи, здесь проходит водораздел между бассейнами Вятки и Большой Кокшаги. Река течёт на северо-восток, протекает деревню Мари-Васькино, где на реке плотина и запруда. Впадает в Уртму у села Кугалки, точнее Шундыш впадает в водохранилище на Уртме, известное как Кугальский пруд.

## Данные водного реестра
По данным государственного водного реестра России относится к Камскому бассейновому округу, водохозяйственный участок реки — Вятка от города Котельнич до водомерного поста посёлка городского типа Аркуль, речной подбассейн реки — Вятка. Речной бассейн реки — Кама.
По данным геоинформационной системы водохозяйственного районирования территории РФ, подготовленной Федеральным агентством водных ресурсов:
- Код водного объекта в государственном водном реестре — 10010300412111100037006
- Код по гидрологической изученности (ГИ) — 111103700
- Код бассейна — 10.01.03.004
- Номер тома по ГИ — 11
- Выпуск по ГИ — 1